# Понихидкин, Владимир Александрович
Владимир Александрович Понихидкин (род. 7 апреля 1942 год, деревня Камышевка Задонского района Липецкой области) — семнадцатикратный чемпион России, девятикратный чемпион и девятикратный рекордсмен Европы, двадцати однократный чемпион мира, двадцатидвухкратный рекордсмен мира. Судья всероссийской категории и почетный гражданин города Канаш.

## Биография
Владимир Понихидкин родился 7 апреля 1942 года в деревне Камышевка Задонского района Липецкой области. Обучался в ремесленном училище № 4 города Брянска. В 1961 году стал работать штамповщиком на Алтайском тракторном заводе. В 1976 году окончил Брянский институт транспортного машиностроения. Был сотрудником Канашского вагоноремонтного завода. В 1984 году стал директором Канашского СГПТУ № 17. В 1996 году стал работать на Канашском вагоноремонтном заводе начальником цеха и главным металлургом. В 2011 году стал работать в АУ ДОД «ДЮСШ „Локомотив“» тренером-преподавателем по гиревому спорту, работает с учениками от 13 до 17 лет. 29 апреля 2013 года приказом № 77-а Министерства по физической культуре, спорту и туризму Чувашской Республики Михайловой Татьяне Витальевне и Евграфовой Алевтине Никитичне присвоено спортивное звание «кандидат в мастера спорта». В тренерском послужном списке значатся фамилии спортсменов, выполнивших норматив Iразряда: Иванов Николай (2009), Васильев Александр (2010), Михайлова Татьяна (2011), Андреев Денис (2012). Ученик Владимира Понихидкина — Владислав Христофоров, победитель Первенства Чувашской Республики по гиревому спорту в марте 2016 года.
1 октября 2013 года Постановлением Президиума Государственного Совета Чувашской Республики от 1 октября 2013 года Владимир Понихидкин был награжден Почетной грамотой Государственного Совета Чувашской Республики. Заслуженный мастер спорта международной конфедерации мастеров гиревого спорта.
В 2012 году команда ветеранов гиревого спорта получила бронзовую медаль на Первенстве России. В 2013 году гиревики города Канаш при участии Владимира Понихидкина завоевали 3 командное место на Кубке Чувашской Республики по гиревому спорту. В 2015 году гиревики города Канаша под руководством тренера Владимира Понихидкина завоевали 2 место на Чемпионате ОО "ЧРФСО «Урожай» по гиревому спорту.
За время профессиональной карьеры установил 22 мировых рекорда, завоевал 90 медалей и установил 9 рекордов Европы. Номинант Книги Мировых Рекордов Гиннеса. Почётный гражданин города Канаш.

## Награды и звания
- Медаль «Ветеран труда» (1986 год)[2]
- Почетный гражданин города Канаш[1]